# 2038
- Wikisource

| Calendário gregoriano                                                        | 2038 MMXXXVIII                      |
| Ab urbe condita                                                              | 2791                                |
| Calendário arménio                                                           | 1488 – 1489                         |
| Calendário bahá'í                                                            | 194 – 195                           |
| Calendário budista                                                           | 2582                                |
| Calendário chinês                                                            | 4734 – 4735 Início a 4 de fevereiro |
| Calendário copta                                                             | 1754 – 1755                         |
| Calendário etíope                                                            | 2030 – 2031                         |
| Calendários hindus - Vikram Samvat - Calendário nacional indiano - Cáli Iuga | 2093 – 2094 1959 – 1960 5138 – 5139 |
| Calendário Holoceno                                                          | 12038                               |
| Calendário islâmico                                                          | 1460 – 1461                         |
| Calendário judaico                                                           | 5798 – 5799                         |
| Calendário persa                                                             | 1416 – 1417 Início a 21 de março    |
| Calendário rúnico                                                            | 2288                                |
| Calendário solar tailandês                                                   | 2581                                |

2038 (MMXXXVIII, na numeração romana) será um ano comum do século XXI que começará numa sexta-feira, segundo o calendário gregoriano. A sua letra dominical será C. A terça-feira de Carnaval ocorrerá a 9 de março e o domingo de Páscoa a 25 de abril. Segundo o horóscopo chinês, será o ano do Cavalo, começando a 4 de fevereiro.

| Evento                                                   | Data            | Hora  |
| -------------------------------------------------------- | --------------- | ----- |
| Aquário                                                  | 19 de janeiro   | 23:49 |
| Peixes                                                   | 18 de fevereiro | 13:52 |
| primavera no hemisfério norte e outono no hemisfério sul |                 |       |
| Carneiro/equinócio                                       | 20 de março     | 12:41 |
| Touro                                                    | 19 de abril     | 23:29 |
| Gémeos                                                   | 20 de maio      | 22:23 |
| verão no hemisfério norte e inverno no hemisfério Sul    |                 |       |
| Caranguejo/solstício                                     | 21 de junho     | 06:09 |
| Leão                                                     | 22 de julho     | 17:00 |
| Virgem                                                   | 23 de agosto    | 00:10 |
| Outono no Hemisfério Norte e Primavera no Hemisfério Sul |                 |       |
| Balança/equinócio                                        | 22 de setembro  | 22:02 |
| Escorpião                                                | 23 de outubro   | 07:41 |
| Sagitário                                                | 22 de novembro  | 05:31 |
| inverno no hemisfério norte e verão no hemisfério sul    |                 |       |
| Capricórnio/solstício                                    | 21 de dezembro  | 19:02 |

| UTC: Portugal Continental, Madeira, Guiné-Bissau e São Tomé e Príncipe Subtrair (-): 1 h nos Açores e Cabo Verde 2 h nas Ilhas oceânicas brasileiras 3 h em Brasília, em Goiás, na Amazônia Oriental Brasileira e no nordeste, sudeste e sul brasileiros 4 h na Amazônia Ocidental Brasileira, Mato Grosso e Mato Grosso do Sul 5 h no Acre e sudoeste do Amazonas Adicionar (+): 1 h em Angola e Guiné Equatorial 2 h em Moçambique 8 h em Macau 9 h em Timor-Leste. |
| Adicionar uma hora durante a vigência do horário de verão: Portugal Continental : De 28 de março a 31 de outubro de 2038 |

| Ano completo                       |
| ---------------------------------- |
| Ano comum com início à sexta-feira |

## Eventos esperados e previstos
- Ano do Cavalo de Terra, segundo o Horóscopo chinês.

### Janeiro
- 5 de janeiro - Eclipse solar anular no Mar do Caribe, Oceano Atlântico, e na África ocidental.[1]

- 19 de janeiro às 03:14:08 UTC - Uma representação computacional comum de data e hora transbordará, com resultados potenciais similares ao Problema do ano 2000.[2]

- 21 de janeiro - Eclipse lunar penumbral.[3]

### Abril
- 12 de abril - Os documentos relacionados ao programa PRISM da NSA deverão ser desclassificados pelo governo dos Estados Unidos.[4]

- 25 de abril - A Páscoa ocorrerá na sua última data possível. A última vez que isso ocorreu foi em 1943. Depois de 2038, a próxima vez que isso ocorrerá será somente em 2190.[5]

### Junho
- 17 de junho - Eclipse lunar penumbral.[6]

### Julho
- 2 de julho - Eclipse solar anular no norte da América do Sul, no Oceano Atlântico, e na África.[7]

- 16 de julho - Eclipse lunar penumbral.[8]

### Dezembro
- 11 de dezembro - Eclipse lunar parcial.[9]

- 26 de dezembro - Eclipse solar total na Austrália e Nova Zelândia.[10]

### Datas desconhecidas
- Realização da Copa do Mundo FIFA de 2038.

- Cruzamento do plano triplo do anel de Saturno.[11][12][13]

- Realização dos Jogos Olímpicos de Inverno de 2038.

## Na ficção

### Nos filmes
- De acordo com o filme JFK, em setembro de 2038, documentos previamente classificados relacionados ao assassinato do presidente John F. Kennedy serão divulgados ao público. No entanto, a data real é 2017.

- O filme japonês Gunhed ambienta-se em 2038.

- O filme Iron Sky: The Coming Race ambienta-se em 2038, vinte anos após Iron Sky.

### Na televisão
- No universo Ben 10, os eventos do Ken 10 ocorrem em 2038, começando no 10º aniversário de Ken, em 2007.

### Nos video games
- O jogo eletrônico Hellgate: London ambienta-se em 2038.

- O jogo eletrônico The Last of Us Part II ambienta-se em 2038, cinco anos após seu predecessor, The Last of Us.

- Os eventos do jogo eletrônico Detroit: Become Human acontecem em 2038.

## Epacta e Idade da Lua
| Epacta gregoriana | 24 (XXIV) |
| Idade da Lua      | Letra D   |